# سی‌دی‌پی.پی‌ال
سی‌دی‌پی.پی‌ال (انگلیسی: CDP.pl) شرکت خرده‌فروشی لهستانی است، که در سال ۲۰۱۲ تأسیس شد.